# Josh Pence
Joshua Charles „Josh“ Pence (* 8. Juni 1982 in Santa Monica, Kalifornien) ist ein  US-amerikanischer Schauspieler.

## Leben
Joshua „Josh“ Pence wurde im kalifornischen Santa Monica als erster Sohn eines Immobilienmaklers und einer Grundschullehrerin geboren. Er hat einen jüngeren Bruder.
Im Jahr 2000 schloss Pence die High School ab und zog nach Hanover, New Hampshire, um am Dartmouth College zu studieren. Nach seinem Abschluss am Dartmouth College kehrte er 2004 kurzzeitig nach Los Angeles zurück, um eine Ausbildung als Schauspieler zu beginnen. Währenddessen arbeitete er als Model. Von 2005 bis 2007 lebte er in New York City, wo er seine Schauspielausbildung bei Sheila Gray fortsetzte und nebenberuflich weiter als Model arbeitete.
Ab 2006 hatte er erste kleinere Nebenrollen in Filmen wie Der gute Hirte und Fernsehserien wie CSI: NY oder CSI: Miami. 2009 sprach Pence auch für die Hauptrolle in der Marvel-Comicverfilmung Thor vor, wurde jedoch aufgrund seiner geringen Erfahrung schließlich abgelehnt.
In David Finchers Film The Social Network aus dem Jahr 2010 fungierte Pence als Körperdouble für den Schauspieler Armie Hammer, der in einer Doppelrolle die Zwillinge Cameron und Tyler Winklevoss darstellte. Später wurde in Szenen mit den Gesichtern beider Zwillinge Hammers Gesicht im Studio aufgenommen und digital auf den Körper des von Pence dargestellten zweiten Zwillings übertragen.
2012 übernahm Pence in Christopher Nolans The Dark Knight Rises die Rolle des jungen Ra’s al Ghul.

## Filmografie (Auswahl)
- 2006: Der gute Hirte (The Good Shepherd)
- 2006: Super Sweet 16: The Movie
- 2008: CSI: NY (Fernsehserie, eine Folge)
- 2008: CSI: Miami (Fernsehserie, eine Folge)
- 2009: Wish
- 2009: The Things We Carry
- 2010: The Social Network
- 2011: Parks and Recreation (Fernsehserie, eine Folge)
- 2012: Battleship
- 2012: The Silent Thief
- 2012: The Dark Knight Rises
- 2012: Fun Size – Süßes oder Saures (Fun Size)
- 2013: Gangster Squad
- 2013: In Lieu of Flowers
- 2014: Draft Day
- 2014: The Algerian
- 2015: Point of Honor (Fernsehfilm)
- 2015: Revenge (Fernsehserie, vier Folgen)
- 2016: The Sweet Life
- 2016: La La Land
- 2016–2018: The Man in the High Castle (Fernsehserie, vier Folgen)
- 2019: Hosea
- 2019: Jett (Fernsehserie, eine Folge)
- 2019–2024: Good Trouble (Fernsehserie)